# Édouard Henry-Baudot
Édouard Henry-Baudot, né à Nancy le 18 mai 1871 mort à Cannes le 2 février 1952, est un peintre et graveur postimpressionniste français.

## Parcours
Après une enfance en Lorraine, Édouard Louis Henry (qui ajoutera plus tard à son patronyme celui de sa mère), fréquente l’Académie Julian à Paris dès 1890 et rencontre entre autres Henri Guinier et Armand Point. Par la suite, il se lie avec le musicien Albert Roussel, les peintres Léon Couturier et Lucien Ludovic Madrassi, et le graveur Pierre Georges Jeanniot qui l'initie à cet art. Ce groupe d'amis fréquente à partir de 1912 la Bretagne.
Outre de grandes toiles symbolistes d'inspiration bucolique, des nus de style Art nouveau, des scènes rurales et des animaux, il exécute des affiches, des illustrations pour des manuels scolaires, des timbres postaux (Victoire, 1918).
Henry-Baudot est membre exposant régulier (dès 1907),, puis sociétaire de la Société nationale des beaux-arts en 1922.
Une partie de son atelier parisien, qui était boulevard Berthier, est vendue aux enchères en 2012.

## Œuvres dans les collections publiques
- La Rochelle, musée des Beaux-Arts : Chevaux à l'abreuvoir.

## Expositions
- 2013 : Colourful Cows, Paris, galerie Françoise Livinec du 22 février au 22 mars 2013[5]